# Proaphelinoides anomalus
Proaphelinoides anomalus är en stekelart som beskrevs av Hayat 1985. Proaphelinoides anomalus ingår i släktet Proaphelinoides och familjen växtlussteklar. Inga underarter finns listade i Catalogue of Life.